# BSS (groupe)
Pour les articles homonymes, voir BSS.
BSS (coréen : 부석순, également connu sous le nom de BooSeokSoon ou Seventeen BSS) est la première sous-unité du boys band sud-coréen Seventeen. 
Formé en 2018, le groupe est composé de DK, Hoshi et Seungkwan. Ils sont récipiendaires d’un Grand Prix (Daesang) qu’ils ont remporté aux Asia Artist Awards 2023,.

## Nom
BSS est un acronyme qui signifie BooSeokSoon, un portemanteau composé d'une syllabe du nom de chacun des membres du groupe : Boo de Boo Seung-kwan, Seok de Lee Seokmin (DK) et Soon de Kwon Soonyoung (Hoshi). Le nom a été inventé par les fans pendant la période de formation des membres, avant leurs débuts officiels sous le nom de Seventeen.

## 2019-présent: pause etSecond Wind
Près de cinq ans après ses débuts, BSS a annoncé la sortie d’un nouvel album le 7 janvier 2023. Le groupe a sorti son premier album single Second Wind le 6 février 2023, en même temps que le clip de son premier single, Fighting , en featuring avec Lee Young-ji. L'album comprend deux autres morceaux, Lunch et 7PM, ce dernier mettant en vedette l’artiste norvégien Peder Elias. Le premier jour de sa sortie, Second Wind s'est vendu à plus de 478 000 exemplaires, battant le record de ventes de la première semaine pour un album publié par un sous-groupe de K-pop. À la fin de la première semaine, l'album s'est vendu à un nombre record de 610,189 exemplaires au total. Le 15 février 2023, BSS a reçu sa première victoire dans une émission musicale sur MBC M’s Show Champion avec Fighting , suivie de victoires sur M Countdown, Music Bank, Show! Music Core et Inkigayo,,.

## Membres
- Hoshi (호시), né le 15 juin 1996 (29 ans)
- DK (도겸), né le 18 février 1997 (28 ans) – chef [7]
- Seungkwan (승관),  né le 16 janvier 1998 (27 ans)

## Discographie

### Single albums
| Année | Titre       | Détails                                                                           | Classement | Ventes                |
| Année | Titre       | Détails                                                                           | COR        | Ventes                |
| ----- | ----------- | --------------------------------------------------------------------------------- | ---------- | --------------------- |
| 2023  | Second Wind | - Date de sortie : 6 février 2023 - Labels : Pledis Entertainment, Geffen Records | 1          | COR : plus de 851 000 |
| 2025  | Teleparty   | - Date de sortie : 8 janvier 2025 - Labels : Pledis Entertainment, Geffen Records | 1          | COR : plus de 705 000 |

### Singles
| Année | Titre                                         | Classements | Classements | Album       |
| Année | Titre                                         | COR         | USA World   | Album       |
| ----- | --------------------------------------------- | ----------- | ----------- | ----------- |
| 2018  | Just Do It (거침없이)                         | 170         | —           | Hors album  |
| 2023  | Fighting (feat. Lee Young-ji) (파이팅 해야지) | 5           | 8           | Second Wind |
| 2025  | CBZ (Prime Time) (청바지)                     | 22          | 10          | Teleparty   |